# スコーン (スナック菓子)
スコーンは、1987年より湖池屋から製造・発売されている、トウモロコシ（コーングリッツ）が原料の植物油で揚げたスナック菓子の商品名で、湖池屋の登録商標（第5146144号）である。
なお、イギリス発祥の菓子、スコーンとは全くの別物である。
発売当初、人気だったCMは「スコーンスコーン、湖池屋スコーン、カリッとサクッと美味しいスコーン」と軽快な歌に合わせて社交ダンスを踊るもので、一時仮面ノリダーの変身時にも使われた。2022年4月には、Sexy Zoneの中島健人がリニューアルされたパッケージのCMキャラクターに起用され、「新しいダンスコーン」篇としてキレのあるダンスを披露した。
2019年（令和元年）2月にパッケージやフレーバーなどをリニューアル。ゴリラのマスコットキャラクター「ハラペコング」を新たにパッケージにデザインするようになった。同年に放送したCMでは野性爆弾・くっきーが「ハラペコング」を演じた。
同年には湖池屋側が「SUPERスコーン」を「Supraスコーン」と誤植したことで、トヨタ自動車運営のGAZOO Racingとコラボレーションキャンペーンを行った。詳細は湖池屋の“沿革”の項を参照。

## ラインナップ
- 濃厚チーズ
- 和風バーベキュー
- 味わいスコーン コーンポタージュ味（2005年3月）
- 味わいスコーン ホットチリ味（2005年3月）
- 新宿KIOスコーン 東京もんじゃ味（2005年7月 - 同年10月、JR新宿駅 新宿KIOスコーン限定）
- カップスコーン ガーリックトースト味（2005年8月）
- カップスコーン コーンポタージュ味（2005年8月）
- ぜいたくスコーン タルタルソース味（2008年1月、コンビニ限定）
- ぜいたくスコーン たっぷりBBQソース味（2006年3月、2008年4月、コンビニ限定）
- ぜいたくスコーン たっぷりチーズ味（2006年3月、2008年4月、コンビニ限定）
- 焼きとうもろこし味（2008年4月）
- ぜいたくスコーン 焼きとうもろこし味（2008年6月、コンビニ限定）
- ぜいたくスコーン 韓国のり味（2008年11月、コンビニ限定）
- カラムーチョ ホットチリ味（2011年5月）
- レッドホットバーベキュー味（2011年6月）
- オニオンソース味（2011年7月、『北の国から』（フジテレビ）放映30周年記念）
- テキサスバーベキュー味（2011年9月）
- 昆布とかつおのWだし味（2011年9月）
- カラムーチョ ホットチリ味 カラムーチョスパイス200%（2011年10月）
- たっぷりスコーン 絶品バーベキュー（2012年2月、コンビニ限定）
- たっぷりスコーン スパイシーチーズ味 黒こしょう仕立て（2012年3月、コンビニ限定）
- たっぷりスコーン 黒のり風味（2012年6月、コンビニ限定）
- たっぷりスコーン ピリ辛明太子味（2012年6月、コンビニ限定）
- たっぷりスコーン BIGサイズ ダブルペッパー&チーズ味（2012年6月、コンビニ限定）
- ハラペーニョチーズ味（2012年8月）
- トリプルチーズ味（2012年10月）
- GOLDEN スコーン バーベキュー（2013年2月）
- 日清焼そばU.F.O. 濃厚ソース焼そば味（2011年2月、2012年2月、2012年9月、2013年4月）
- 日清焼そばU.F.O. 塩カルビ焼そば味（2013年4月）
- ゴーゴーカレー味（2013年9月）
- ウコーン タンドリーチキン味（2013年12月）
- 期間限定 絶品しょうゆ味（2011年6月、2012年5月、2013年6月、2014年2月）
- スパイシーチーズ味（2014年3月）
- 豚キムチ味（2014年6月）
- ドはまりスコーン 濃厚カルボナーラ味（2014年9月）
- ドはまりスコーン 濃厚デミハンバーグ味（2014年12月）
- ドはまりスコーン 濃厚チキン南蛮味（2015年1月）
- 絶品しょうゆ味（2015年3月）
- サワークリームオニオン味（2015年3月）
- カラムーチョ ホットチリ味 辛さ3.0倍（2015年4月）
- ドはまりスコーン 濃厚台湾まぜそば味（2015年6月）
- 濃い梅味（2015年6月）
- ドはまりスコーン 濃厚うに味（2015年9月）
- わさびマヨ味（2015年9月）
- 焦がしキャラメル&スパイシーチーズ（2015年11月）
- サワークリームオニオン味（2016年1月）
- 和風バーベキュー味ふりかけ（2016年1月、ニチフリ食品とのコラボ）
- ドはまりスコーン 濃厚ガーリックバター味（2016年3月）
- めんたいマヨ味（2016年3月）
- Wわさびマヨ味（2016年4月）
- ドはまりスコーン スパイシーレッドチキン味（2016年6月）
- 絶品しょうゆ味（2016年8月）
- スパイシーチーズ（2016年9月）
- 濃厚カルボナーラ味（2016年9月）
- ごちそうクリームシチュー味（2016年12月）
- 濃いとうもろこし味（2018年3月）
- スパイシーガパオ味（2018年5月）
- えびタルタル味（2018年8月）
- てりマヨ味（2018年8月）
- 超濃厚スコーン 辛うま味噌ラーメン味（2018年11月）
- がっつきバーベキュー（2019年2月）
- 憧れのクアトロチーズ（2019年2月）
- どはまり濃いもろこし（2019年2月）
- 野菜爆弾（2019年3月、コンビニ限定→2019年4月スーパーマーケット等でも発売）
- 翔くんのしょうゆ味（2019年4月）
- SUPERスコーン カラムーチョ ホットチリ味（2019年5月、コンビニ先行発売、後にスーパーマーケット等でも発売）
- SUPERスコーン 特盛りえび味（2019年5月、コンビニ先行発売、後にスーパーマーケット等でも発売）
- 禁断のシーフード（2019年8月）
- BISTROスコーン 牛肉の赤ワイン煮込み（2019年9月、コンビニ先行発売、後にスーパーマーケット等でも発売）
- BISTROスコーン 魚介の白ワイン蒸し（2019年9月、コンビニ先行発売、後にスーパーマーケット等でも発売）
- 明星 一平ちゃん夜店の焼そば スコーンがっつきバーベキュー味（2019年11月、湖池屋スコーンがっつきバーベキューの濃厚な味わいをイメージした醤油味ベースの焼そば）
- 明星 一平ちゃん夜店の焼そば 大盛 濃濃濃スコーンがっつきバーベキュー味（2019年11月、味も香りもレギュラーサイズより3倍濃く仕上げており、本家スコーンも驚く、超濃厚な味わいの大盛焼そば）
- 恵みのベジコンソメ（2019年11月）
- Supraスコーン 爆速BBQ 3L直列6気筒ターボ（2019年11月、パッケージ3種類、「TOYOTA GAZOO Racing FESTIVAL2019」などで配布される限定品）
- 海老の鬼殻焼き スコーン（2020年1月、コンビニ先行発売、後にスーパーマーケット等でも発売）
- 和牛の炙り焼き スコーン（2020年1月、コンビニ先行発売、後にスーパーマーケット等でも発売）
- 新・本格派 スコーン（新たに味わいをリニューアル、2020年2月）
  - やみつきバーベキュー
  - とろけるクアトロチーズ
  - 禁断のシーフード
- DELUXEスコーン 肉旨バーベキュー（2020年3月、コンビニ限定）
- KOIKEYA CRAFTスコーン スモークベーコン&チーズ（2020年4月）
- KOIKEYA CRAFTスコーン ローストシュリンプ&ガーリック（2020年4月）
- 黒胡椒秘伝だれ 鶏竜田揚げ（2020年8月）
- 濃香バジルソース ジェノベーゼ・チーズ（2020年8月）
- SMART PACK（スマートパック） キャラメル×スコーン ソルトキャラメル（2019年11月一部店舗限定→2020年6月関東・甲信越（静岡含む）地区コンビニ限定→2020年7月全国のコンビニ→2020年10月スーパーマーケット等）
- 特盛スコーン やみつきバーベキュー（2020年7月・2020年11月・2021年3月、160gの大容量サイズ）
- 特盛スコーン とろけるクアトロチーズ（2020年7月・2020年11月・2021年3月、160gの大容量サイズ）
- ごちそうシーフード（2021年2月、コンビニ先行発売、後にスーパーマーケット等でも発売）
- 紅茶スコーン ストレートティー（2021年2月、コンビニ先行発売、同年4月にスーパーマーケット等でも発売、35gの小さいサイズ）
- スコーン 香ばしフィーバーコーン（2021年6月、ミニオンとのコラボ）
  - やみつきバーベキュー、とろけるクアトロチーズ、ごちそうシーフードの3種類もミニオンのパッケージとなった。
- キャラメル×スコーン バナナキャラメル（2021年6月、ミニオンとのコラボ、35gの小さいサイズ）
- キャラメル×スコーン ソルトキャラメル（2021年6月、ミニオンとのコラボ、35gの小さいサイズ）
- 食塩不使用 濃密野菜-10種の野菜-（2021年11月）
- 超特盛スコーン やみつきバーべキュー（2021年11月・2022年3月、215gの超大容量サイズ）
- 超特盛スコーン クアトロチーズ　（2021年11月・2022年3月、215gの超大容量サイズ）
- パッケージや食感等をリニューアル（2022年3月）
  - やみつきバーベキュー
  - とろけるクアトロチーズ
  - カリサク濃厚海老（食塩オフ）
  - 小袋スコーン やみつきバーベキュー（22g）
  - やみつきバーベキュー 4パック（60g）
- 無限グリル野菜（食塩オフ）（2022年5月）
- 甘じょっぱ系スコーン ソルティキャラメル（2022年9月）
- 至福の濃密ごま 黒ごま・金ごま・ごま油（2023年1月）
- チョベリグ!!スパイスカレー（2023年5月）
- 海老のとりこ（2023年9月）
- スコーンクラッシュ クリスピーザ（2024年2月、コンビニ先行発売、同年3月にスーパーマーケット等でも発売）

## スゴーン
2017年に、スコーンに素材のこだわりを持たせてグレードアップさせ発売された派生品。
スコーンで培ってきた技術を基礎に、素材へのこだわりを掛け合わせ、素材本来の味を余すことなく表現した、すんごい「スコーン」であることから「スゴーン」と付けられている。CMは、その凄さを表現するため曲調はエレクトロニック・ダンス・ミュージック(EDM)風にアレンジされ、コートジボワールのグロ族に伝わる“ザウリダンス”を採用している。

### ラインナップ（スゴーン）
- 海老まるごと
- 鶏炭火焼
- 和牛すき焼き
- 黒糖きなこ